# Dasyvalgus samariensis
Dasyvalgus samariensis är en skalbaggsart som beskrevs av Ricchiardi 1996. Dasyvalgus samariensis ingår i släktet Dasyvalgus och familjen Cetoniidae. Inga underarter finns listade i Catalogue of Life.